# BAY MORNING GLORY
BAY MORNING GLORY（ベイ・モーニング・グローリー）はBAYFMで放送されている千葉市の広報番組である。放送時間は毎週日曜日（JST）日曜日8:00～8:54。

## 内容
2009年3月までは他のbayfmの収録番組と同じようにトークと音楽中心で、千葉市の情報はCMだけだったが、2009年4月に雨宮朋絵がDJを担当するようになってからは、番組中に千葉市のスポットをロケした模様を放送したり、千葉市をホームとする千葉ロッテマリーンズ、ジェフユナイテッド市原・千葉の話題も取り上げるようになった。

番組のエンディングテーマ曲には千葉市のイメージソング『心の飛行船』が使われている。
- 土曜日の広報番組と違って、邦楽が多い。

## DJ

### 現在
- 森田真理華（2023年4月 - ）

### 過去
- 野田幹子
- 高橋由美子（1998年4月 - 2001年9月）
- 安達祐実（2001年10月 - 2005年12月）
- 岩崎ひろみ（2006年1月 - 2009年3月）
- 雨宮朋絵（2009年4月 - 2012年9月）
- 和田奈美佳（2012年10月 - 2017年3月）
- 神田れいみ（2017年4月 - 2023年3月）